# Caitlyn (League of Legends)
Caitlyn, de son nom complet Caitlyn Kiramman, est un personnage issu de la franchise League of Legends produite par Riot Games. League of Legends est un jeu en ligne multijoueur de bataille d'arène (MOBA) crée en 2009. Caitlyn a été introduite dans le jeu en tant que champion et personnage jouable lors de la mise à jour de janvier 2011. Caitlyn est présentée comme une jeune femme originaire du clan Kiramman, l'une des plus riches familles de Piltover. Calme et intelligente, son caractère fait ainsi contrepoids avec la fougue de sa partenaire Vi. Équipée d'un fusil Hextech unique en son genre, elle n'hésite pourtant pas à se servir de son intelligence pour élaborer des plans et stratégies complexes pour arrêter les criminels de Piltover,. Elle est notamment l'ennemie de la criminelle Jinx et la partenaire, à la fois professionnelle et romantique, de la championne Vi. Le couple entre Caitlyn et Vi a finalement été confirmé par Riot Games lors des mises à jour célébrant la communauté LGBT, ainsi que par la saison 2 d'Arcane qui officialise leur relation.
Caitlyn apparait également dans d'autres oeuvres de la franchise dont notamment la série d'animation Arcane, diffusée sur la plateforme de streaming Netfix entre novembre 2021 et novembre 2024. Dans cette série, le personnage est doublé en version originale par l'actrice britannique Katie Leung et par Elsa Davoine en français. Dans la série, l'histoire de Caitlyn se concentre sur l'évolution de sa perception des inégalités qui touchent les villes de Piltover et Zaun, ainsi que sur le développement de sa relation amoureuse avec Vi.

## Conception et création
L'histoire de Caitlyn a été écrite par Elyse Lemoine qui avait voulu créer un personnage inspiré de l'archétype du shérif issu des films de Western. Pendant le développement du personnage, un premier design fut proposé par l'artiste Eduardo Gonzalez et dans lequel Caitlyn était habillée d'une tenue légère et d'un chapeau Haut-de-forme. Ce concept sera plus tard abandonné car jugé trop sexualisé. L'artiste Jonboy Meyers a alors réalisé un second design, plus habillé et moins stéréotypé, qui servira de base à l'esthétique actuelle du personnage, tout en conservant certaines caractéristiques comme son chapeau emblématique et son fusil.
Après l'introduction du champion Vi en décembre 2012, il a été décidé par Riot Games que Caitlyn formerait un duo avec Vi. Plusieurs ajustements ont notamment été appliqués comme des lignes de dialogues spécifiques aux deux personnages ainsi que des skins où elles apparaissent toutes les deux.
En 2021, il a été annoncé que Caitlyn serait l'un des personnages principaux de la série d'animation Arcane, diffusée sur la plateforme de streaming Netflix, tandis que l'actrice britannique Katie Leung a été désignée pour lui donner sa voix. La série développe en profondeur l'évolution de la perception du monde de Caitlyn vis-à-vis des inégalités qui gangrènent les villes de Zaun et Piltover. De plus, la série approfondie plus explicitement la relation sentimentale qui lie Caitlyn et Vi, restée au stade de simples allusions dans League of Legends. La série explore grandement la personnalité de Caitlyn en la décrivant comme une jeune femme honnête et introvertie en surface, mais qui cache en réalité un caractère beaucoup plus émotif qu'il n'y paraît.

## Apparitions

### League of Legends
Caitlyn a été ajoutée à la liste des champions du jeu lors de la mise à jour du 4 janvier 2011. Elle est la shérif de Piltover et dispose ainsi de divers équipements et ressources utiles à son rôle de chef des forces de l'ordre, dont notamment son fusil de précision Hextech. Parmi les différentes capacités dont elle dispose, Caitlyn possède la compétence « Tir dans la tête » qui lui permet d'infliger des dégâts critiques aux cibles ralenties ou prises au piège. De plus, Caitlyn peut faire monter son fusil en puissance pendant 1 seconde pour effectuer un tir perforant qui inflige des dégâts physiques à l'aide de la compétence « Pacificateur de Piltover ». Elle peut également lancer des pièges qui ralentissent ses adversaires comme le piège yordle et le filet de calibre 90. Enfin, elle peut utiliser la compétence « Tir chirurgical » qui inflige d'importants dégâts à une cible unique et à très longue portée.
Caitlyn est née dans une famille noble de Piltover et a été élevée dans un environnement marqué par la richesse et la rigueur. Dès son plus jeune âge, Caitlyn s'est distinguée par ses talents de détective et son sens de la justice. En tant que membre de la force de police de Piltover, les "Pacifieurs", elle est rapidement devenue l'une des meilleures tireuses d'élite et a été surnommée "l'inspectrice de Piltover". Elle est spécialisée dans la résolution des affaires complexes et l'arrestation des criminels, notamment ceux qui échappent à la loi en utilisant des moyens sophistiqués. Sa précision avec un fusil à long canon est légendaire. Caitlyn travaille en étroite collaboration avec Vi, bien que la nature de leur relation soit sujet à de nombreuses spéculation étant donné leurs caractères opposés. Caitlyn incarne l'équilibre entre la justice impartiale et l'intellect, toujours à la recherche de la vérité, et elle est prête à tout pour maintenir l'ordre dans sa ville, même si cela implique de risquer sa propre vie. Son rôle de protectrice de Piltover l'amène à s'opposer régulièrement aux forces du chaos, notamment celles venant de Zaun, la cité voisine.

### Arcane

#### Saison 1
Née dans la cité opulente de Piltover, Caitlyn vient du clan Kiramman, l'un des plus puissantes familles de la ville et dont elle est l'héritière. Pendant sa jeunesse, elle développe une passion pour le tir aux armes à feux, activité à laquelle Caitlyn se montre très douée. Parallèlement, elle se prend d'admiration pour la shérif Grayson, la chef de la police de Piltover que Caitlyn prend pour modèle. Malgré son enfance de riche héritière, elle manifeste une certaine frustration envers ses parents car elle se considère surprotégée et injustement avantagée du fait de sa position sociale. Pendant son adolescence, elle se lie d'une amitié quasi fraternelle avec Jayce Talis, un jeune inventeur de l'académie de Piltover et dont les parents de Caitlyn sont les mécènes. Un jour, alors que Caitlyn se rendait avec Jayce dans son laboratoire, elle manque d'être blessée par une explosion provoquée par le cambriolage de l'endroit par Vi et Powder.
7 ans plus tard, Caitlyn est devenue une pacifieuse de Piltover sous les ordres de Marcus, le successeur de Grayson. Cependant, les parents de Caitlyn s'assurent qu'elle n'occupe pas des postes à risque, ce qui la frustre d'avantage. Le jour de la Fête du Progrès, elle part enquêter de son propre chef sur une scène de crime où un affrontement a eu lieu entre Jinx et les hommes de Silco contre le groupe des Feux Volants lors d'une circulation en douce de la drogue nommée « Shimmer ». Sur les lieux, elle tente d'interroger un agent de Silco laissé pour mort mais elle est interrompue par Marcus qui l'écarte de l'enquête. Pendant la soirée, Caitlyn manque d'être tuée lors une explosion causée par Jinx pour voler une gemme Hextech tandis que plusieurs de ses collègues perdent la vie. Convaincue de l'existence d'un réseau criminel plus vaste à Zaun, Caitlyn, à l'aide de la nouvelle position de Jayce au conseil de Piltover, parvient à obtenir un mandat pour interroger l'agent de Silco dans la prison de Stillwater. Cependant, l'homme est passé à tabac par Vi peu de temps avant l'arrivée de Caitlyn. Interrogeant Vi devant sa cellule, Caitlyn découvre par celle-ci l'existence du réseau de Silco. Manquant d'indices, Caitlyn fait libérer Vi afin qu'elles se rendent à Zaun pour y trouver des pistes concernant Jinx et Silco. La piste les mène ainsi dans un bordel dans lequel Vi flirt avec Caitlyn, chose qui ne laisse pas Caitlyn indifférente. Par la suite, Caitlyn sauve Vi d'un combat contre Sevika, le bras droit de Silco. Vi étant grièvement blessée, Caitlyn l'emmène jusque dans les profondeurs de Zaun afin de s'y réfugier. Elle soigne alors Vi en échangeant son fusil pour obtenir un remède. Cependant, elles sont retrouvées par Silco mais les deux comparses parviennent à s'enfuir. Dans leur fuite, Caitlyn et Vi remarquent un signal de fumée lancé par Jinx. Une fois sur place, Vi retrouve enfin sa sœur mais cette dernière devient immédiatement agressive lorsqu'elle constate la présence de Caitlyn, tandis que celle-ci comprend finalement que Powder et Jinx sont la même personne. Jinx se montre alors de plus en plus paranoïaque en raison de sa jalousie envers la relation qui se forme entre sa sœur et Caitlyn. Elles sont interrompues par l'arrivée des Feux Volants qui kidnappent Caitlyn et Vi et volent la gemme Hextech en possession de Jinx.
Caitlyn et Vi se retrouvent donc captives des Feux Volants et celle-ci reproche à Vi qu'elle ne l'ait pas informé de l'identité de Jinx, chose à laquelle Vi répond en affirmant qu'elle ignorait que Jinx était Powder. Caitlyn est plus tard libérée par Ekko, le chef des Feux Volants et ami d'enfance de Vi. Par la suite, Caitlyn parvient à convaincre Ekko qu'ils doivent restituer la gemme au conseil car elle n'engendrerait que plus de chaos entre Piltover et Zaun. Se rendant au pont qui relie les deux villes, Vi décide de rebrousser chemin afin de sauver sa sœur avant de prendre Caitlyn dans ses bras. Arrivant devant le shérif Marcus, celui-ci abat Ekko et manque de tuer Caitlyn pour obtenir la gemme, celui-ci s'avérant être corrompu par Silco. La confrontation est néanmoins interrompue par Jinx qui, dans un accès de crise psychotique, tue Marcus et manque d'éliminer Caitlyn tandis que Vi était revenue à son secours. Caitlyn est alors blessée à la jambe mais parvient à retourner à Piltover avec Vi mais elles découvrent que Jinx a repris la gemme. Arrivant à la demeure des Kiramman, Caitlyn est soignée par ses parents et convainc sa mère d'organiser une réunion du conseil pour leur faire part de la situation à Zaun. Frustrée par l'inaction du conseil, Vi quitte Piltover pour démanteler avec Jayce le réseau de Silco, ce qui attriste Caitlyn. Prenant une douche, elle est kidnappée par une Jinx de plus en plus instable. Caitlyn se retrouve alors emprisonnée par Jinx, tout comme Vi et Silco. Jinx demande alors à Vi qu'elle tue Caitlyn mais elle refuse. Au cours de l'échange, Jinx tue involontairement Silco tandis que Caitlyn parvient à se libérer. Menaçant de tirer sur Jinx, Caitlyn hésite devant les supplications de Vi, ce qui profite à Jinx qui l'assomme. Finalement, Jinx tire un missile sur le conseil de Piltover, là où se trouve la mère de Caitlyn, qui assiste donc impuissante avec Vi à la destruction du bâtiment.

#### Saison 2
Lors de la destruction du conseil par Jinx, la mère de Caitlyn perd la vie, ce qui la laisse en deuil avec son père. Ivre de vengeance, Caitlyn propose à Vi de la rejoindre parmi les pacifieurs afin de traquer Jinx mais elle refuse. Le lendemain, pendant une cérémonie en l'honneur des conseillers morts où se trouvent Caitlyn et Vi, la foule est attaquée par des criminels de Zaun. Néanmoins, Caitlyn échappe à la mort via l'intervention de Vi et l'arrivée d'Ambessa Medarda, la mère de la conseillère Mel, avec son armée. Plus déterminée que jamais, Caitlyn est nommée shérif et forme une unité spéciale de pacifieurs, constituée d'elle-même, Vi, Maddie Nolen, Loris et Steb afin de capturer Jinx et de démanteler les réseaux criminels de Zaun. Pendant leurs opérations, Caitlyn se sert notamment d'un gaz dénommé « Gris » afin de combattre la gangs de Zaun. L'unité parvient à localiser Jinx dans les égouts de Zaun. Caitlyn et Vi se séparent alors du reste du groupe. Voyant le désire de vengeance enfouit en Caitlyn, Vi lui demande de ne jamais changer, ce qu'elle promet avant de l'embrasser. Elles confrontent finalement Jinx tandis que Caitlyn affronte Sevika. Prenant l'ascendant sur Jinx, Caitlyn tente de l'abattre. Cependant, Isha, une amie de Jinx, s'interpose entre les deux sœurs. Vi ne voulant pas que Caitlyn blesse l'enfant, elle dévie le tire de Caitlyn, ce qui permet à Jinx, Sevika et Isha de s'enfuir. En colère que Vi l'ait empêchée d'accomplir sa vengeance, elle abandonne Vi. De retour à Piltover, Caitlyn est ensuite nommée commandante par les acclamations d'Ambessa.
Pendant les mois qui suivent, Caitlyn décrète la loi martiale, ce qui profite à Ambessa pour imposer ses troupes dans les rues de Piltover et Zaun. Cette situation est notamment permise par les intrigues d'Ambessa qui manipule Caitlyn en profitant de son isolement sentimental causé par l'absence de Vi et la disparition de Jayce. Parallèlement, Caitlyn commence à avoir des relations sexuelles avec Maddie mais elle reste néanmoins très distante vis-à-vis de cette liaison. Un jour, la prison de Stillwater est attaquée par Warwick, un mutant créé par Singed. Caitlyn interroge Singed qui accepte de les aider à traquer le mutant. Leur chasse les mène ainsi jusqu'au sanctuaire de Viktor où se trouvent également Vi et Jinx. Patrouillant dans les alentours du sanctuaire, Caitlyn intercepte Vi qui lui révèle que Warwick et en réalité Vander, son père adoptif. Caitlyn ayant toujours des sentiments pour Vi et étant en désaccord avec la violence du régime, elle trahit Ambessa en faisant semblant de livrer Vi. Vi neutralise Ambessa tandis que Caitlyn élimine Singed qui tentait d'empoisonner Vander. Elle est par la suite sauvée par Vander et Jinx contre Rictus, le second d'Ambessa. Au même moment, Viktor est tué par son ami Jayce, ce qui fait céder Vander à la rage. Isha se sacrifie pour permettre à Caitlyn, Vi et Jinx de s'enfuir.
Par la suite, Caitlyn fait emprisonner Jinx qui s'est rendue tandis que Vi est plongée dans le coma. Après son réveil, Vi confronte Caitlyn en lui reprochant de s'être laissée manipuler par Ambessa, ce que Caitlyn reconnait elle-même. Rejoignant la cellule de Jinx, elle confronte celle-ci en lui avouant qu'elle a honte d'elle-même vis-à-vis de ce qu'Ambessa l'a poussé à accomplir. En réponse, Jinx s'excuse d'avoir tuer la mère de Caitlyn. Peu après, Caitlyn retrouve Vi dans la même cellule, cette dernière ayant tenté de faire évader Jinx mais qui en réponse l'a fait enfermer avant de s'enfuir. Caitlyn lui révèle alors qu'elle a volontairement laissé Jinx s'échapper, privilégiant ainsi sa relation avec Vi plutôt que son ressentiment envers Jinx. Elles couchent ensuite ensemble dans la même cellule,. Devant affronter les forces de Noxus et Viktor qui cherchent à atteindre la tour Hextech, Caitlyn assure la défense au sol avec ses troupes. Cependant, Caitlyn est trahie par Maddie qui s'avère être une espionne au service d'Ambessa. Manquant d'être exécutée par Maddie, elle est sauvée par l'intervention de Mel qui tue Maddie tandis que Jinx, Ekko et les Zauniens interviennent pour rééquilibrer le combat. Il s'ensuit alors un violent duel entre Caitlyn et Mel contre Ambessa. Pendant le duel, Caitlyn est contrainte de laisser Ambessa lui crever un oeil pour qu'elle puisse lui dérober ses runes de protection afin que Mel et la Rose Noir tuent Ambessa. Finalement, la bataille se termine lorsque Viktor renonce à ses plans et se sacrifie avec Jayce tandis que Jinx se fait exploser avec Vander pour sauver Vi. Une fois les combats terminés, Caitlyn renonce à son poste de conseillère qu'elle cède à Sevika, tandis qu'elle et Vi décident de rester ensembles.

### Autres apparitions
Caitlyn apparaît avec Vi dans la cinématique d'ouverture de la saison 2020 des championnats de League of Legends. Diffusée sur la chaine Youtube de League of Legends le 9 janvier 2020, la cinématique intitulée "Warriors" dépeint les affrontements entre divers champions dont notamment Caitlyn et Vi contre le champion Urgot. Elle apparaît également dans divers autres jeux dérivés de la franchise dont notamment Legends of Runeterra, Teamfight Tactics et Wild Rift.